# Anne Carson
Anne Carson (Toronto, 21 de junio de 1950) es una poeta canadiense, ensayista, traductora y profesora de literatura clásica y comparada en la Universidad de Míchigan. Está considerada por la crítica literaria como la poeta viva más importante de las letras anglosajonas. En 2020 fue galardonada con el Premio Princesa de Asturias de las Letras. Está afincada en Nueva York.

## Biografía
Anne Carson es hija de un empleado de banca que ocupó diversos puestos en diferentes poblaciones de la región de Ontario. Tenía 15 años cuando se tropezó con una edición bilingüe de los poemas de la poetisa griega Safo en una librería local, algo que marcaría su vida ha explicado la autora.
“Yo era una adolescente desafecta necesitada de estímulos. La visión de las dos páginas yuxtapuestas, una de ellas un texto impenetrable pero de gran belleza visual, me cautivó y me compré el libro. Al año siguiente destinaron a mi padre a otra ciudad igual de aburrida, pero lo que me salvó fue que en el instituto había una profesora de latín, una mujer excéntrica, que cuando supo de mi interés por aprender griego se ofreció a darme clases a la hora del almuerzo. Se llamaba Alice Cowan y le debo mi carrera y mi felicidad”.
Tras la escuela secundaria se matriculó en lenguas en el St. Michael's College de la Universidad de Toronto, abandonó dos veces los estudios, al final del primero y del segundo curso.
Pasó durante un periodo corto de tiempo al mundo de las artes gráficas. Finalmente regresó a la Universidad de Toronto, donde completó su B.A. en 1974, su maestría en 1975. Finalmente, terminó su formación académica en 1981 con el grado de doctora con una tesis sobre Safo Odi et Amo Ergo Sum, publicada en 1986. También pasó un año estudiando métrica griega y crítica textual griega en la Universidad de St Andrews.
Durante algunos años residió en Montreal, donde enseñó en la Universidad McGill. y en la Universidad de Míchigan, Reticente a que hablen sobre su vida, las biografías que aparecen en sus libros primeros libros señalan únicamente que Anne Carson vive en Canadá.
En su primer libro Eros (1986) desarrolla una meditación sobre el amor romántico y el deseo erótico.
“El libro -explica- es una aproximación a la naturaleza primigenia del deseo, que siempre se configura como una triangulación cuya consecuencia es la imposibilidad de alcanzar lo que se anhela. No en vano el significado de la palabra eros en griego es carencia”.
En 1992, a los 42 años, publicó en una editorial independiente su primer libro de poesía Short Talks. Le siguieron tres años después otros dos títulos en los que según la crítica "desdibuja la distancia entre narración, poesía y ensayo: Plainwater y Glass, Irony and God."
En 2001 publicó uno de sus libros más conocidos, La belleza del marido, obra -según la crítica- cuyo desarrollo oblicuamente narrativo guarda cierta relación con Autobiografía de rojo. Subtitulado como “un ensayo ficticio en 29 tangos”, logró con este trabajo el Premio T. S. Eliot de poesía, concedido por primera vez a una mujer. En 2003 publicó Autobiografía, con el título de Red Doc>(El símbolo “>” apareció en el texto cuando pulsó una tecla por error, pero le gustó y decidió dejarlo).
Está considerada por la crítica literaria como la poeta viva más importante de las letras anglosajonas. Es una de las candidatas habituales al Premio Nobel de Literatura.
En 2010 especialmente afectada por la noticia de la muerte de su hermano de quien no sabía nada desde hacía años escribió Nox.
En 2014 recibió el premio Premio de Poesía Griffin, el premio más prestigioso de Canadá en poesía escrita en inglés por su libro Red Doc>.
En 2015, su traducción de la tragedia de Antígona de Sófocles fue interpretada en teatro por Juliette Binoche en el West End de Londres, posteriormente se representó en Amberes y Ámsterdam, Nueva York (Brooklyn Academy of Arts), y en el Festival de Edimburgo.
A lo largo de su trayectoria ha concedido pocas entrevistas, en una de ellas aseguraba que "Si supiera qué es la poesía no tendría necesidad de escribir. Es algo que busco a tientas en la oscuridad", y también que "escribes sobre lo que quieres escribir de la manera que tengas que hacerlo".
En junio de 2020 fue galardonada con el Premio Princesa de Asturias de las Letras. El jurado destacó para otorgarle el premio "su capacidad para construir una poética innovadora a partir del estudio del mundo grecolatino" y que "ha alcanzado unas cotas de intensidad y solvencia intelectual que la sitúan entre los escritores más destacados del presente".

## Obra
- Eros the Bittersweet. Princeton University Press, 1986. (Eros. Poética del deseo, trad. Inmaculada C. Pérez Parra, Dioptrías, 2015).
- Glass, Irony, and God. New Directions Publishing Company, 2002.
- Short Talks. Brick Books, 1992.
- The Glass Essay. New Directions Publishing Corporation, 1995.
- Plainwater. Knopf, 1995.
- Autobiography of Red: A Novel in Verse. Knopf, 1998 (Autobiografía de Rojo, ed. Calamus, México, 2009; trad. Jordi Doce, ed. Pre-textos, 2016).
- Economy of the Unlost: Reading Simonides of Ceos with Paul Celan. Princeton University Press, 1999.
- Men in the Off Hours. Knopf, 2001 (Hombres en sus horas libres, trad. Jordi Doce, Pre-Textos, 2007).
- The Beauty of the Husband. Knopf, 2002 (La belleza del marido: un ensayo narrativo en 29 tangos, trad. Andreu Jaume, Lumen, 2003).
- If Not, Winter: Fragments of Sappho. Knopf, 2002.
- Decreation: Poetry, Essays, Opera. Knopf, 2005. (Decreation, trad. Jeannette L. Clariond, Vaso roto, 2014).
- Grief Lessons: Four Plays by Euripides (traducción de Eurípides). New York Review Books Classics, 2006.
- Nox. New Directions, 2010 (Nox, trad. Jeannette L. Clariond, Vaso Roto, 2018).
- Antigonick. New Directions, 2012.
- Red Doc>. Knopf, 2013. Secuela directa de su primera novela poética Autobiography of Red.
- Iphigenia among the Taurians (traducción). University of Chicago Press. 2014.
- The Albertine Workout. New Directions Poetry Pamphlet #13, 2014.
- Float. Knopf, 2016. (Flota, trad. Andrés Catalán y Jordi Doce, Cielo eléctrico, 2020).

### Lista de poemas
| Título                  | Año  | 1ª publicación                                                                              |
| ----------------------- | ---- | ------------------------------------------------------------------------------------------- |
| Short talk on herbology | 2013 | Carson, Anne (22 de abril de 2013). «Short talk on herbology». The New Yorker 89 (10): 104. |

## Premios y distinciones
- Premio Lannan de Poesía 1996.[11][12]
- Premio Pushcart 1997.[13]
- Beca Guggenheim 1998.[12]
- Beca MacArthur 2000.[14]
- Premio de Poesía Griffin 2001 por Men in the Off Hours.[15]
- Premio T.S. Eliot 2001 por The Beauty of the Husband.[16]
- Miembro de la Orden de Canadá, 2005.[17]
- Premio 2010 PEN Award for Poetry in Translation.[18]
- Premio 2012 doctor honoris causa por la Universidad de Toronto.[19]
- Premio 2014 Folio Prize por Red Doc[20][21]
- Premio 2014 Griffin Poetry Prize ganadora canadiense por Red Doc.[9]
- Premio Internacional Manuel Acuña de Poesía 2019[11]
- Premio Princesa de Asturias de las Letras, 2020.[22]